# بروک اشلی
بروک اشلی (انگلیسی: Brooke Ashley؛ زاده ۵ مهٔ ۱۹۷۳) بازیگر پورنوگرافی اهل ایالات متحده آمریکا زاده کره جنوبی است.

## ابتلا به اچ‌آی‌وی
اشلی در ۲۹ مارس ۱۹۹۸ پس از اینکه پی برد که به اچ‌آی‌وی مثبت مبتلا شده است صنعت پورن را ترک کرد. او ادعا دارد که اچ‌آی‌وی از مارک والیس در فیلمی با نام بزرگترین گنگ‌بنگ مقعدی جهان (به انگلیسی: The World's Biggest Anal Gangbang) به او منتقل شده است که در آن در زمان خودش رکورد بیشترین سکس مقعدی (با پنجاه نفر) در یک زمان را بدست آورد.

## فعالیت دوباره
در ۲۰ ژوئیه ۲۰۰۵ اشلی در فیلم «Dirty Debutantes 328» به کارگردانی اد پاورز به صنعت پورنوگرافی بازگشت. او و دوست‌پسرش ادی وود (به انگلیسی: Eddie Wood) که او نیز اچ‌آی‌وی مثبت دارد، در این فیلم با یکدیگر سکس کردند.